# محمد بن سليمان القانوني
محمد بن سليمان القانوني أو شاه زاده محمد (بالتركية: Şehzade Mehmed)‏ (1521م - 6 نوفمبر 1543م) هو ثاني أبناء السلطان سليمان القانوني وصولاً لسن البلوغ، وأول أبنائه من زوجته خُرَم، اسمه الكامل محمد بن سليمان الأول بن سليم الأول بن بايزيد الثاني بن محمد الفاتح بن مراد الثاني بن محمد الأول جلبي بن بايزيد الأول بن مراد الأول بن أورخان غازي بن عثمان بن أرطغرل.

## حياته
نشأ محمد نشأة إسلامية قويمة ولقي عناية شديدة من والديه خصوصاً من والدته التي ظهرت وكأنها تعده لتولي العرش بعد أبيه.
عند بلوغه شارك السلطان العديد من الحملات وقد أبان جدارته وشجاعته كشاهزاده (أمير) لائق بتولي السلطنة. وكان الأمير محبا للقراءة والعلوم وله دراية بالشعر واللغات الأجنبية.

## تولّي الامارة
تولى محمد إمارة سنجق مانيسا عام 1541م وهي أقرب سنجق للعاصمة ويُعين فيها عادة ولي عهد السلطان. ونُقل أخوه وولي عهد السلطان الشاه زاده مصطفى من مانيسا إلى أماسيا بعيداً عن العاصمة، وهو ما يبرز ميل أبيه السلطان سليمان القانوني لجعل الشاهزاده محمد ولياً للعهد.

## مسجد شاهزاده

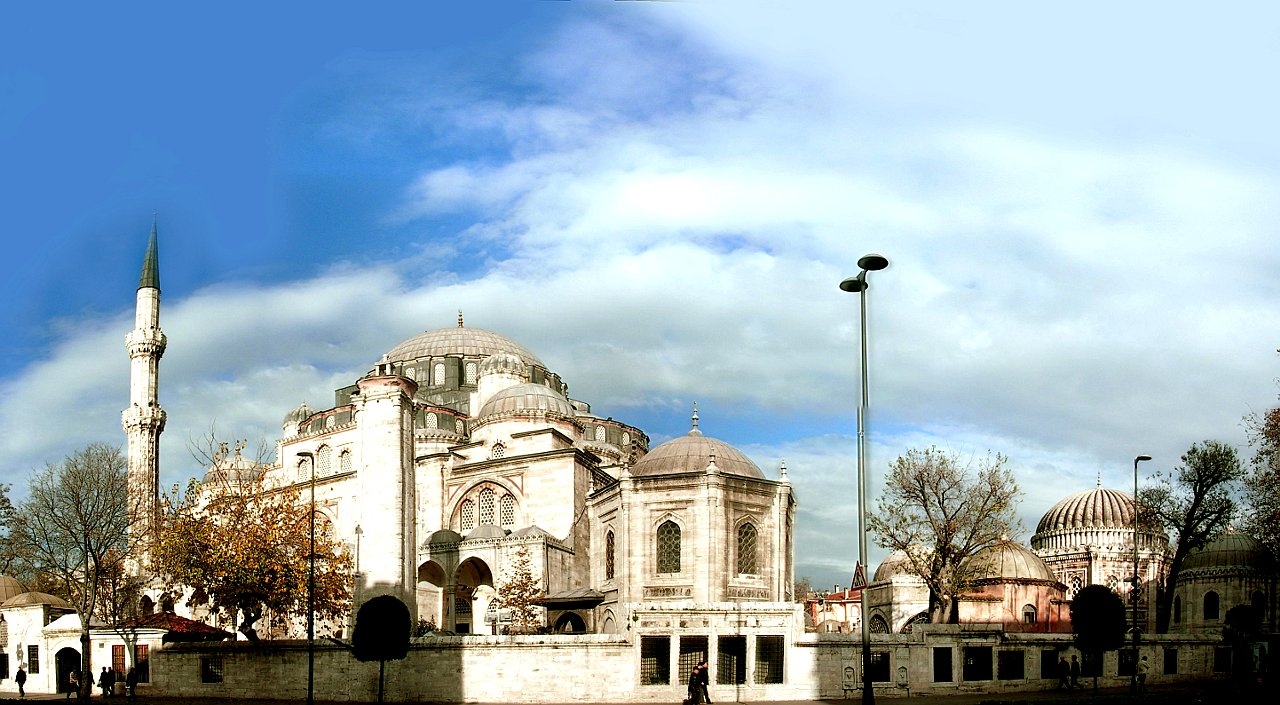
جامع شاهزاده بإسطنبول

وأقام السلطان سليمان مسجداً في اسطنبول لابنه بعد وفاة هذا الأخير، عرف هذا المسجد باسم «جامع شاهزاده» و «شاهزاده» تعني الأمير، بناه المعماري سنان باشا على تلة الفاتح وسمي الجامع باسمه: جامع شهزاده في منطقة الفاتح حالياً بإسطنبول داخل أسوار القسطنطينية القديمة.

### شاهد
شاهد جامع شاه زاده، محمد بن سليمان القانوني، باسطنبول.

## الوفاة

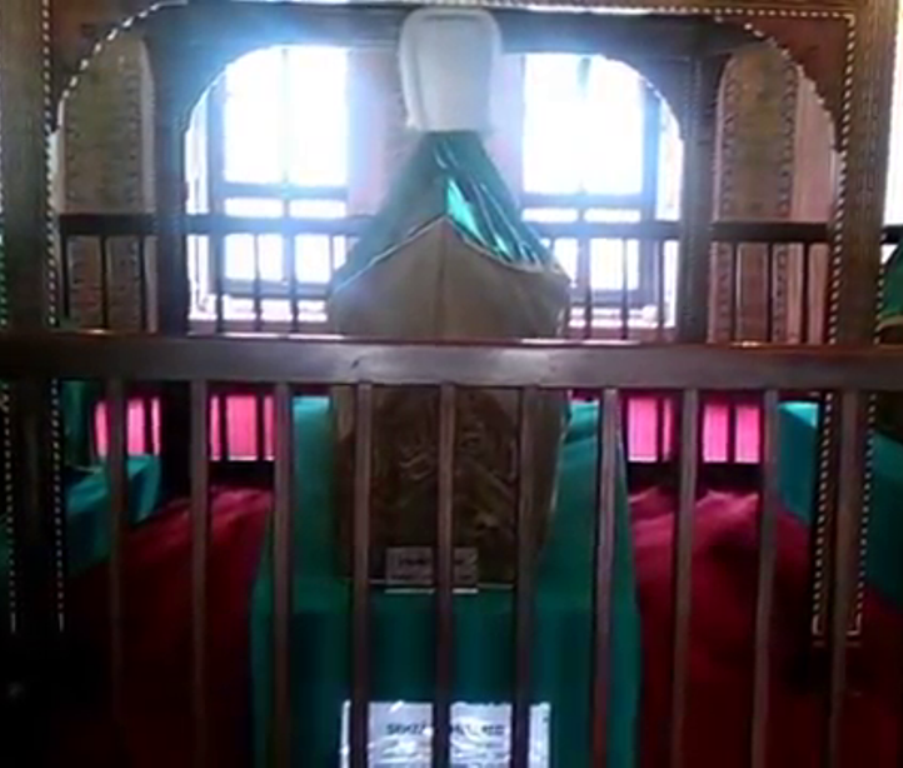
صورة قبر الأمير العثماني شاه زاد محمد

في يوم الأربعاء 31 أكتوبر 1543 مرض شاه زاده محمد في مانيسا وتوفي بعد فترة وجيزة ليلة الأربعاء 7 نوفمبر، يعتقد أن سبب وفاته هو الجدري. في اليوم التالي نُقل جثمانه إلى اسطنبول. بعد وفاته حل محله شقيقه الأصغر سليم واليًا على مانيسا.
بعد وفاة شاه زاده محمد، أمر السلطان سليمان المهندس المعماري الشهير معمار سنان ببناء جامع شاهزاده في اسطنبول لإحياء ذكرى شاه زاده محمد. كما ألف السلطان سليمان قصيدة في رثاءه واختتمها بعبارة: "أبرز الأمراء سلطاني محمد". 

## في مسلسل حريم السلطان
أدى الممثل التركي غوبري إيليري دور الأمير محمد في مسلسل حريم السلطان.

## وصلات خارجية
- فيشر، آلان. "سليمان وأبنائه
- التاريخ العام لمنطقة الشرق الأوسط، الفصل 13: عصر العثماني، سليمان القانوني

## معرض الصور

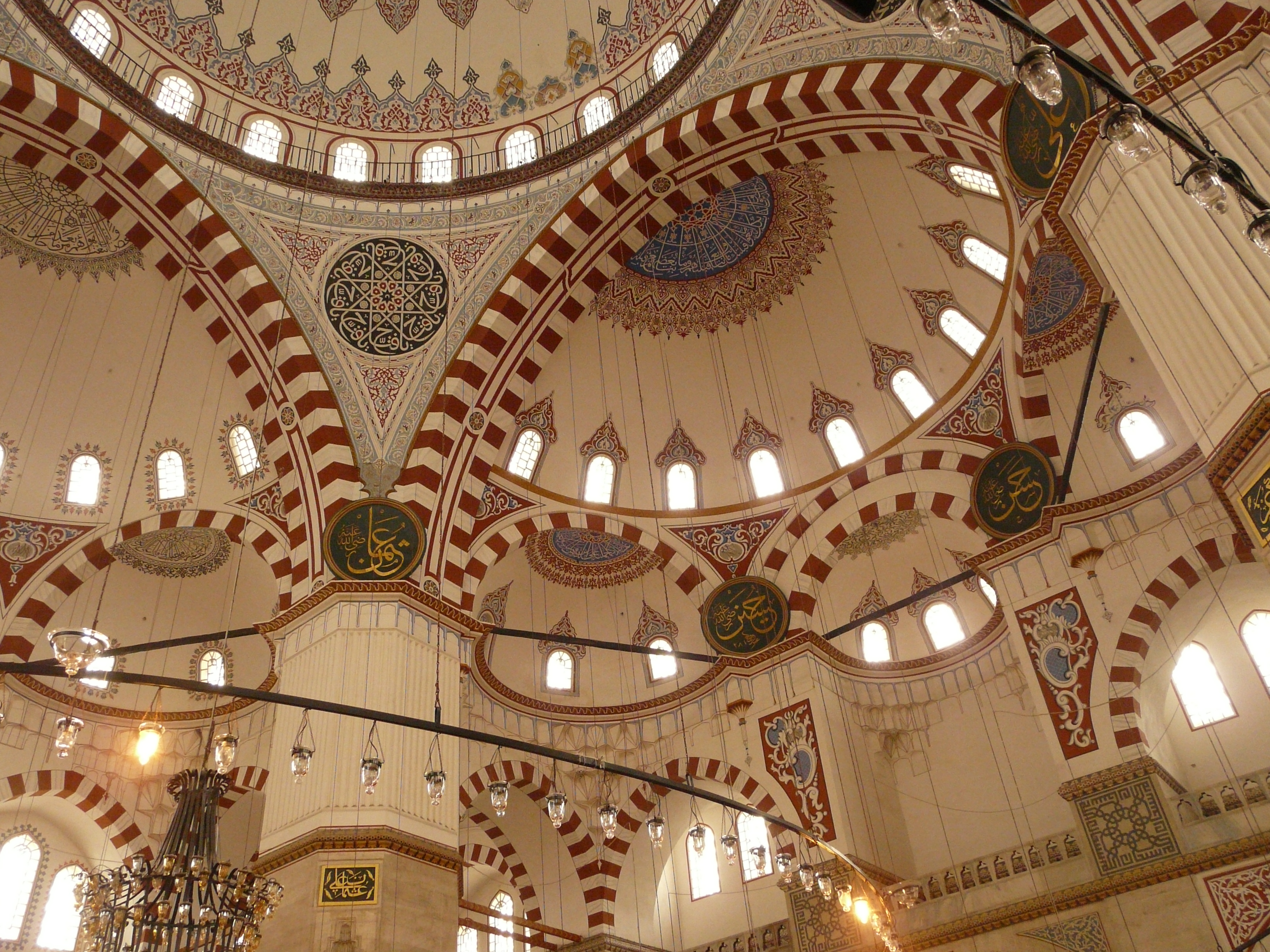
صورة من داخل جامع شاه زاده باسطنبول، الذي بناه له والده السلطان سليمان القانوني بعد وفاته عن عمر يناهز 22 عاماً.
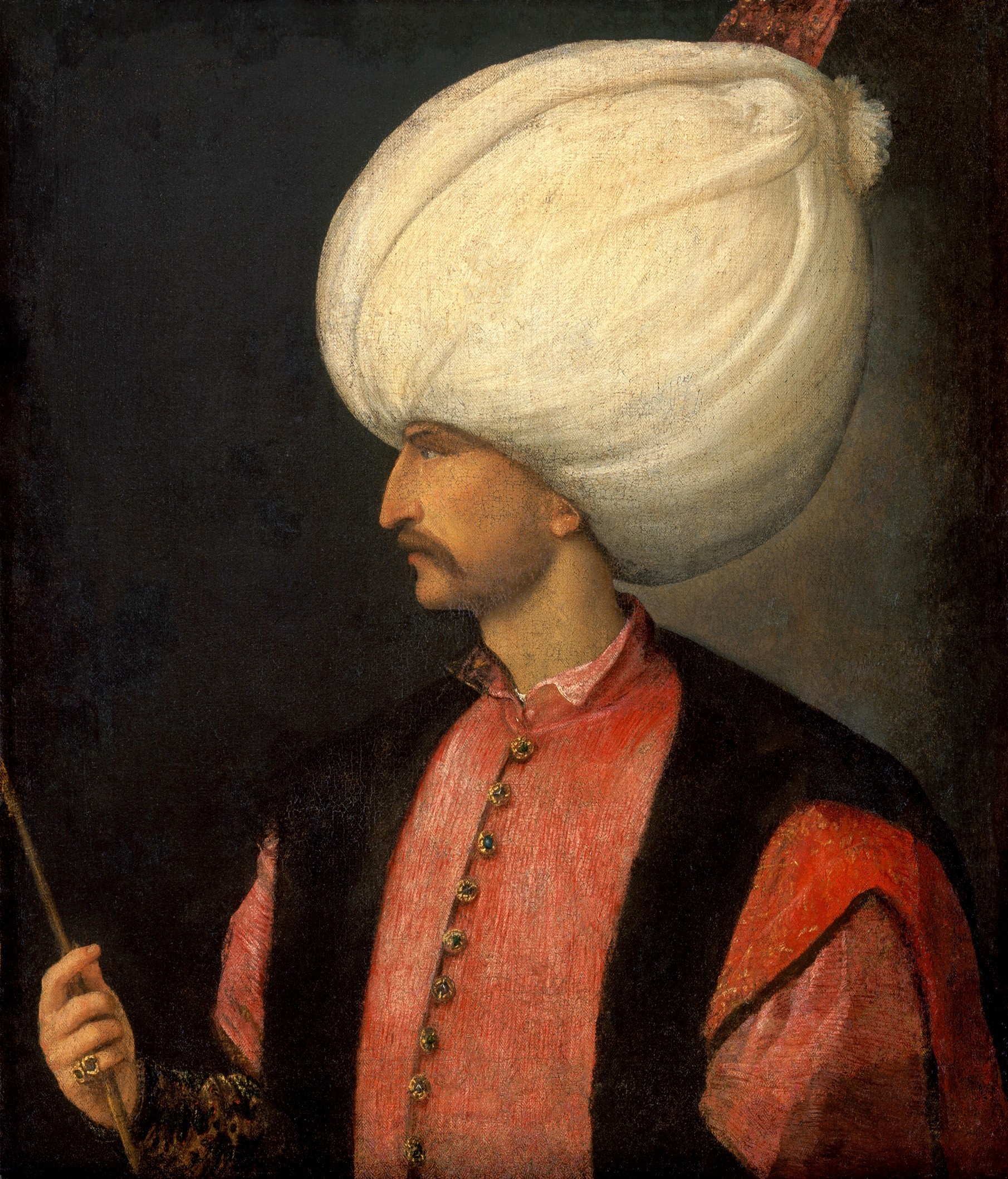
السلطان سليمان القانوني والد الشاهزاده محمد.
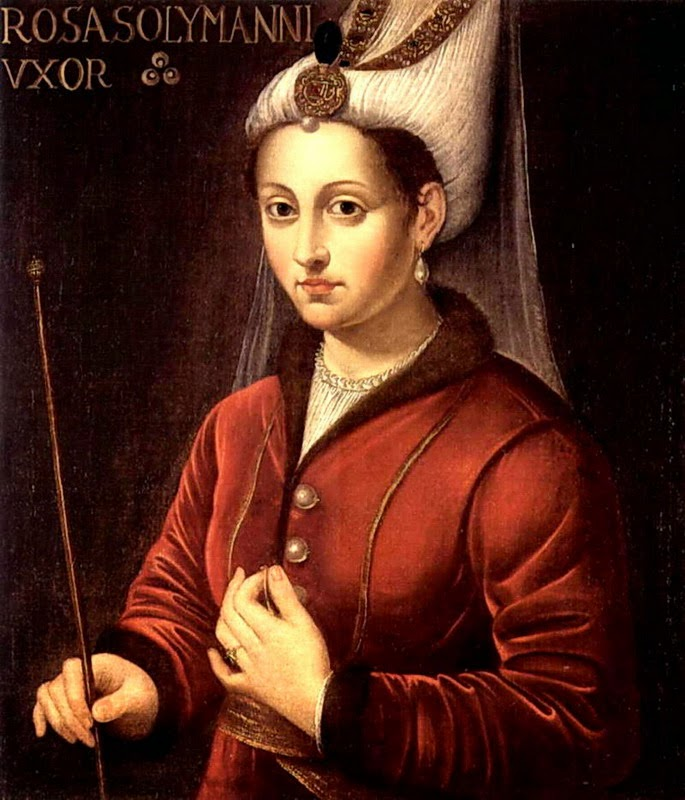
خُرَّم سلطان والد الشاهزاده محمد.
مهر ماه سلطان أخت الشاهزاده محمد.
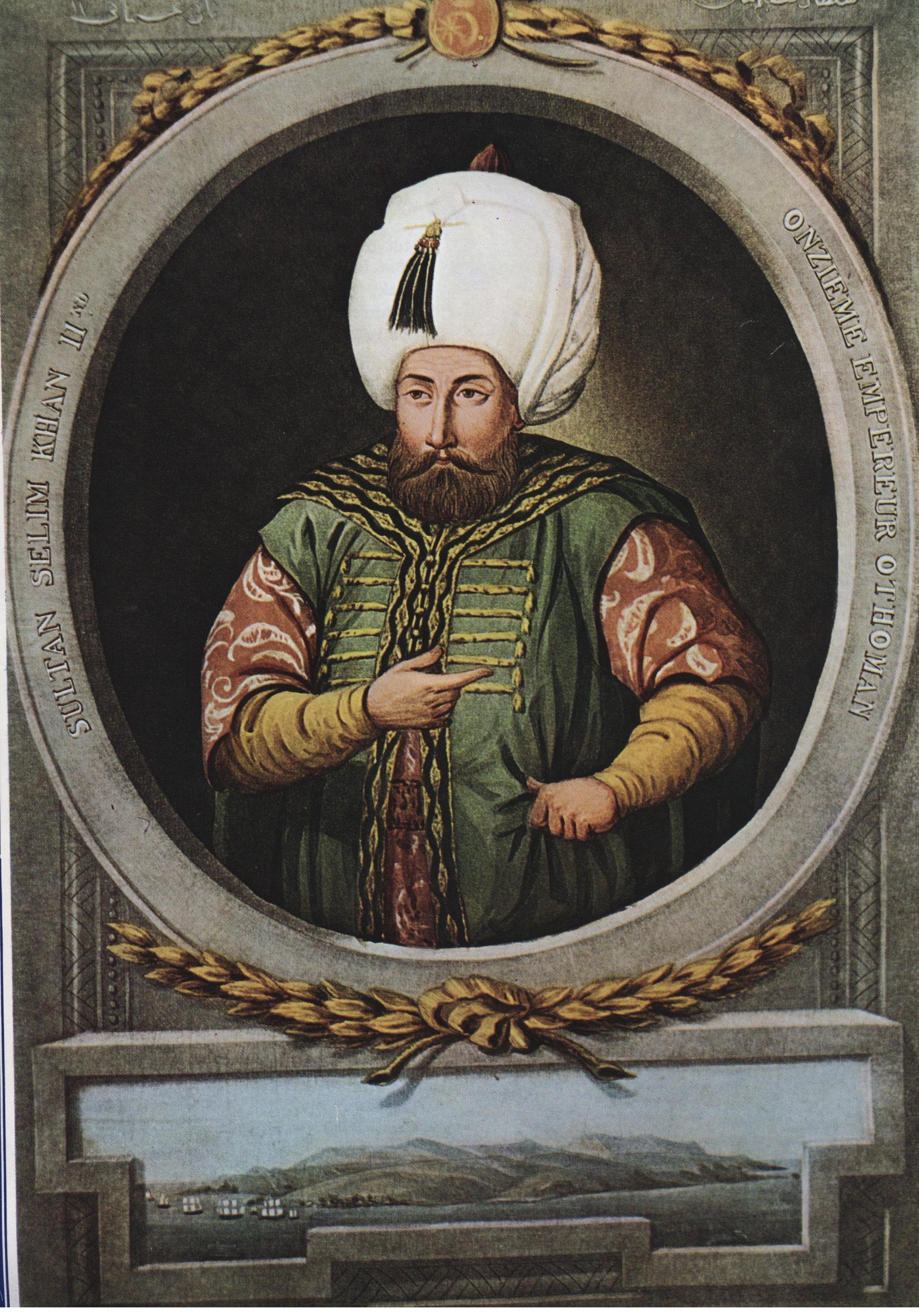
السلطان سليم الثاني أخو الشاهزاده محمد.